# Elli Büttner
Elli Büttner, eigentlich Elisabeth oder Elisabethe (* 9. Oktober 1901 in Darmstadt; † 5. November 1973 ebenda), war eine deutsche Bühnenbildnerin und Kostümbildnerin, die von 1922 bis 1965 am Hessischen Landestheater in Darmstadt arbeitete.

## Leben

### Herkunft, Ausbildung und Berufsanfang
Elli Büttner war eine Tochter des Malers Georg Büttner und der Katharina Nessler. Von 1908 bis 1916 ging sie in ihrer Geburtsstadt Darmstadt zur Schule. Da sie Modezeichnerin werden wollte, besuchte sie danach die Kunstschule von Elsa Müller-Berbenich und erlangte einen Abschluss als Schneiderin und Grafikerin. Sie fand jedoch keine Stelle in ihrem Wunschberuf und bewarb sich stattdessen 1922 als Bühnenbildnerin am Hessischen Landestheater. Dort erhielt sie zunächst eine umfassende Ausbildung in den verschiedenen Abteilungen wie Schneiderei, Malersaal und Schreinerei. Dann war sie als Assistentin in der technischen Abteilung tätig, wo sie die Konzeption von Bühnenbildern unter den Aspekten der Machbarkeit und Umsetzbarkeit erlernte. Daneben eignete sie sich im Selbststudium Kenntnisse auf Gebieten wie Kunst-, Mode- und Architekturgeschichte, Ornamentik, Möbel und Wappen an, die später in ihre Bühnenentwürfe einflossen.

### Tätigkeit als Bühnenbildnerin und Kostümbildnerin
1928 konnte Büttner am Hessischen Landestheater bei einer Neuinszenierung von La traviata erstmals selbständig die Kostüme gestalten und verantwortete auch das Bühnenbild des Lustspiels Theo macht alles (Original Théodore et Cie) von Paul Armont und Nicolas Nancey. 1929 schuf sie die Bühnenausstattung für Peterchens Mondfahrt, das erste von 39 Weihnachts-Märchenspielen für Kinder, die sie im Laufe ihrer Karriere ausstattete und deren fantasievollen Bühnenbilder besonders positiv aufgenommen wurden. Im gleichen Jahr hatte sie einen frühen Erfolg mit den über 100 Kostümen für Aristophanes’ Komödie Die Vögel, die anlässlich des 300. Geburtstages des Ludwig-Georgs-Gymnasiums aufgeführt wurde.
Büttner setzte Ende der 1920er Jahre neuartige Techniken wie Projektion und Fotomontage ein und verwirklichte Konzepte des Bauhauses und der Neuen Sachlichkeit, was sich unter anderem in den klaren Formen ihrer Bühnenentwürfe für Meine Schwester und ich sowie Viktoria und ihr Husar zeigte. Ab 1933 wurden ihr auch die großen Produktionen des Landestheaters überantwortet, was ihre Bühnenausstattungen in den Fokus der Presse rückte, die sie positiv besprach.
Büttner gehörte der Darmstädter GEDOK an. In der Zeit des Nationalsozialismus trat sie 1933 der Reichskulturkammer bei und wurde zum 1. März 1937 Mitglied der NSDAP. Außerdem war sie Mitglied der NS-Volkswohlfahrt, des Reichsluftschutzbunds, des Deutschen Frauenwerks, des Reichskolonialbundes und des Volksbundes für das Deutschtum im Ausland. Bei ihrem Entnazifizierungsverfahren 1946 wurde sie als „Mitläufer“ eingestuft und musste 600 Reichsmark zahlen.
Auch nach Ende des Zweiten Weltkrieges arbeitete Büttner weiter für das Hessische Landestheater, nun in der Orangerie als provisorischer Spielstätte. Ihre Arbeit war zu dieser Zeit von Materialmangel und der Notwendigkeit zur Improvisation geprägt. In den 1950er Jahren schuf sie unter anderem die Bühnenbilder für die Stücke Die verkaufte Braut, Die heimliche Ehe und Gasparone.
Insgesamt gestaltete Büttner während ihrer beruflichen Laufbahn Kostüme für 494 und Bühnenbilder für 370 Aufführungen. Dabei zeigte sie sich experimentierfreudig und aufgeschlossen gegenüber den wechselnden Strömungen der szenischen Kunst wie Expressionismus oder Absurdes Theater. Als Bühnenbildnerin arbeitete sie zu ihrer Zeit in einer Männerdomäne. Sie war eine von nur sieben Frauen im Deutschen Reich, die diesem Beruf nachgingen.
1962 wurde Büttner anlässlich ihres vierzigjährigen Bühnenjubiläums für ihr Lebenswerk mit der Bronzenen Verdienstplakette der Stadt Darmstadt ausgezeichnet. Zudem fand in den Räumen der LHB eine Ausstellung ihrer Zeichnungen und anderer Werke statt. 1965 wirkte sie mit Rossinis Stück Die Italienerin von Algier letztmalig an einer Inszenierung mit.

### Lebensende und Nachlass
Elli Büttner wohnte lebenslang in Darmstadt, abgesehen von einem wohl kriegsbedingten Aufenthalt in Gersprenz 1944/1945. Sie starb 1973 nach kurzer Krankheit im Alter von 72 Jahren in Darmstadt. Sie erhielt ein Ehrengrab auf dem dortigen Alten Friedhof (Gewann 2 M 155b).
Ihre Erinnerungen schilderte Büttner in dem von Margarete Dierks geschriebenen Buch Darmstädter Theaterjahre, das 1970 beim Darmstädter Verlag Roether erschien. Viele Zeugnisse ihrer künstlerischen Arbeit, wie Bühnenbildentwürfe und Figurinenzeichnungen, blieben erhalten. Einige hinterließ sie dem Theaterkritiker Hermann Kaiser, durch den diese wiederum in die Theatersammlung der Universitäts- und Landesbibliothek Darmstadt übergingen. Ihr dort aufbewahrter Nachlass umfasst 500 Werke. Eine Auswahl wurde 2013 vom Kunst Archiv Darmstadt im Rahmen der Ausstellung Der weibliche Blick: vergessene und verschollene Künstlerinnen in Darmstadt 1880–1930 gezeigt.

## Werke (Auswahl)
- Bühnenbildentwurf zu Die Vögel, 1929, Theatersammlung der Universitäts- und Landesbibliothek Darmstadt (ULB)
- Bühnenbildentwurf zu Der rasende Sperling, 1930, Theatersammlung der ULB
- Bühnenbildentwurf zu Baby in der Bar (Ballett), Mischtechnik, 1931, Theatersammlung der ULB
- Bühnenbildentwurf zu Jan’s Wunderhündchen, 1932, Theatersammlung der ULB
- Bühnenbildentwurf zu Die Puppenfee, 1938, Theatersammlung der ULB
- Bühnenbildentwurf zu Der Hauptmann von Köpenick, 1964, Theatersammlung der ULB[2]